# خاموشی ۱۹۷۷ نیویورک
خاموشی ۱۹۷۷ نیویورک (انگلیسی: New York City blackout of 1977) یک قطعی برق سراسری در شهر نیویورک بود که از ۱۳ تا ۱۴ ژوئیه ۱۹۷۷ رقم خورد. در این رخداد به غیر از چند محله تقریباً تمام شهر دچار خاموشی شد.
بنا به گزارش نیویورک تایمز خسارت ۲۵ ساعت بی‌برقی در شهر نیویورک بسیار وسیع بود؛ در طی این زمان ۲۵ ساعت بیش از هزار مورد آتش‌سوزی در سطح شهر گزارش شده بود و ۱۶۰۰ فروشگاه نیز به‌طور کامل غارت شدند.
غارت و چپاول فروشگاه‌ها، تجاوز و تعرض و انتقام‌گیری‌های خونین به حدی بود که بیش از ۳٬۷۷۶ نفر در یک شب بازداشت شدند تا بزرگ‌ترین بازداشت تاریخ این شهر آمریکا رقم بخورد.